# Kvarteret Jägmästaren 4

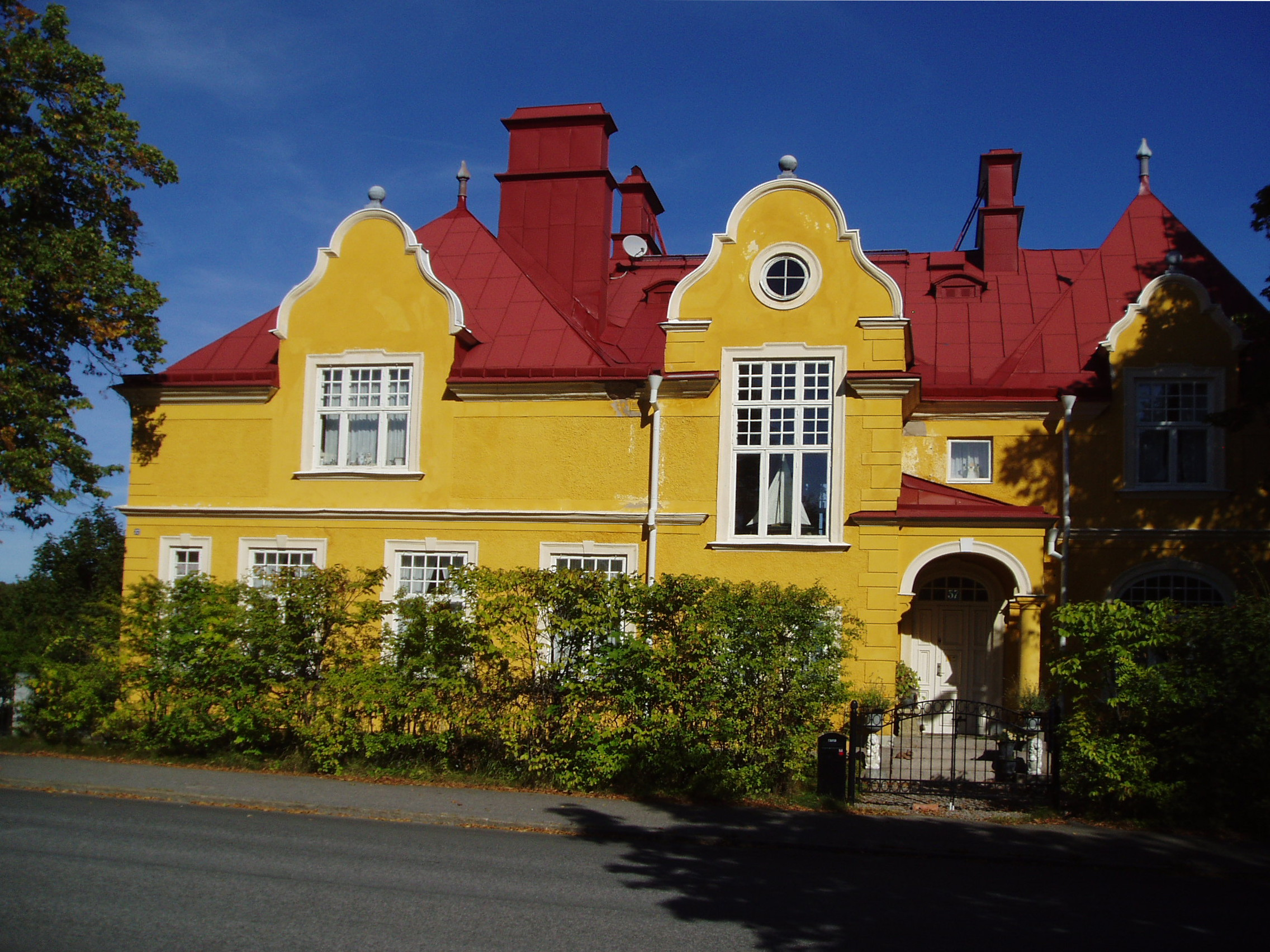
Wickmans villa

Kvarteret Jägmästaren 4 eller Wickmans villa är en byggnad i Strängnäs vid Nygatan. Villan byggdes 1898 åt forstmästaren J.E. Wickman. Huset ger ett typiskt exempel hur den välställda borgerliga klassen levde under denna tid. Förutom bostad var villan tidvis kontor och pensionat.
Huset är två våningar högt och har en naturstenssockel. Det är på utsida gulmålad och har ett rött plåttak. Två volutgavlar på framsidan mot vägen ger huset sin prägel. Wickmans villa renoverades 1976/77 och 1989 blev huset ett byggnadsminne. Även andra byggnader i samma område har enligt kommunens kulturmiljöprogram hög värde och bör inte rivas.